# Theater des Tanzes
Das Theater des Tanzes wurde am 15. Juni 1945 in Weimar durch Ballettmeister Henn Haas (1907–1989) gegründet. Im ersten Jahr fand es sein Domizil im Deutschen Haus in der Friedrich-Ebert-Straße 8.
Mit Prinzessin Turandot erlebte das erste Tanztheater Deutschlands am 21. August 1945 seine erste Premiere. Im Sommer 1946 siedelte das Theater nach Erfurt um und zog in die ehemalige Villa des eselligkeitsverein Ressource im Klostergang. Da sich das Gebäude und vor allem der große Saal noch im Umbau befanden, musste das Ensemble auf diverse Säle in der Stadt ausweichen und begab sich regelmäßig auf Gastspielreisen.
Seit Gründung des Theater des Tanzes war diesem eine Tanzschule angegliedert. Auch mit dem Umzug nach Erfurt, wurde der Schul-Standort Weimar aufrechterhalten. Als einzige ihrer Art erhielt diese Ausbildungsstätte für Bühnentanz vom Thüringischen Ministerium für Volksbildung die Berechtigung zur Abnahme staatlicher Diplomprüfungen.
Am Theater des Tanzes gab es seit Januar 1946 zudem ein Archiv für Tanzkunst.
Im Juli 1949 wurde das Theater des Tanzes geschlossen. Noch im selben Jahr gründete Henn Hass im Auftrag des Magistrats das Henn Haas Tanzensemble in Berlin.
Der Nachlass von Henn Haas und seines Theaters des Tanzes befindet sich heute im Tanzarchiv in den Beständen der Universitätsbibliothek Leipzig.